# Mistrovství světa v házené žen 2009
19. mistrovství světa v házené žen proběhlo ve dnech 5. prosince až 20. prosince 2009 ve Číně. Mistrovství se zúčastnilo 24 družstev rozdělených do šesti čtyřlenných skupin. První dva týmy postoupily přímo do hlavní skupiny vyřazovací fáze o titul. Mistrem světa se stala reprezentace Ruska.

## Základní skupiny

### Skupina A
| Poř. | tým      | Z | V | R | P | VB  | OB  | +/− | B | výsledek                 |
| ---- | -------- | - | - | - | - | --- | --- | --- | - | ------------------------ |
| 1.   | Dánsko   | 5 | 4 | 0 | 1 | 139 | 114 | +25 | 8 | postup do hlavní skupiny |
| 2.   | Francie  | 5 | 3 | 0 | 2 | 117 | 104 | +13 | 6 | postup do hlavní skupiny |
| 3.   | Německo  | 5 | 3 | 0 | 2 | 142 | 136 | +6  | 6 | postup do hlavní skupiny |
| 4.   | Švédsko  | 5 | 3 | 0 | 2 | 129 | 121 | +8  | 6 |                          |
| 5.   | Brazílie | 5 | 2 | 0 | 3 | 132 | 134 | −2  | 4 |                          |
| 6.   | Kongo    | 5 | 0 | 0 | 5 | 116 | 166 | −50 | 0 |                          |

| 5. prosince 2009 17:00 | Francie   | 20–22  | Brazílie    | Wu-si Sports Center, Wu-si Počet diváků: 150 Rozhodčí: Opava, Válek (CZE) |
| 5. prosince 2009 17:00 | Dembélé 6 | (9–13) | Rodrigues 7 | Wu-si Sports Center, Wu-si Počet diváků: 150 Rozhodčí: Opava, Válek (CZE) |
| 5. prosince 2009 17:00 | 1× 3×     | Report | 5× 4×       | Wu-si Sports Center, Wu-si Počet diváků: 150 Rozhodčí: Opava, Válek (CZE) |

| 5. prosince 2009 19:00 | Švédsko               | 28–19  | Kongo                      | Wu-si Sports Center, Wu-si Počet diváků: 300 Rozhodčí: Raluy, Sabroso (ESP) |
| 5. prosince 2009 19:00 | Flognman, Wikensten 5 | (9–9)  | Itoua Atsono, Okoye Mbon 4 | Wu-si Sports Center, Wu-si Počet diváků: 300 Rozhodčí: Raluy, Sabroso (ESP) |
| 5. prosince 2009 19:00 | 2× 3×                 | Report | 3×                         | Wu-si Sports Center, Wu-si Počet diváků: 300 Rozhodčí: Raluy, Sabroso (ESP) |

| 5. prosince 2009 21:00 | Německo    | 26–27   | Dánsko                               | Wu-si Sports Center, Wu-si Počet diváků: 700 Rozhodčí: Horváth, Márton (HUN) |
| 5. prosince 2009 21:00 | Mietzner 9 | (10–15) | Augustesen, L. Mortensen, Troelsen 6 | Wu-si Sports Center, Wu-si Počet diváků: 700 Rozhodčí: Horváth, Márton (HUN) |
| 5. prosince 2009 21:00 | 4× 3×      | Report  | 3×                                   | Wu-si Sports Center, Wu-si Počet diváků: 700 Rozhodčí: Horváth, Márton (HUN) |

| 6. prosince 2009 17:00 | Kongo                                 | 23–36   | Německo   | Wu-si Sports Center, Wu-si Počet diváků: 100 Rozhodčí: Florescu, Duţă (ROU) |
| 6. prosince 2009 17:00 | Essopondo, Itoua Atsono, Okoye Mbon 4 | (10–15) | Neukamp 8 | Wu-si Sports Center, Wu-si Počet diváků: 100 Rozhodčí: Florescu, Duţă (ROU) |
| 6. prosince 2009 17:00 | 6× 3×                                 | Report  | 2× 3×     | Wu-si Sports Center, Wu-si Počet diváků: 100 Rozhodčí: Florescu, Duţă (ROU) |

| 6. prosince 2009 19:00 | Brazílie    | 23–26  | Švédsko | Wu-si Sports Center, Wu-si Počet diváků: 350 Rozhodčí: Horváth, Márton (HUN) |
| 6. prosince 2009 19:00 | Rodrigues 6 | (8–14) | Ahlm 5  | Wu-si Sports Center, Wu-si Počet diváků: 350 Rozhodčí: Horváth, Márton (HUN) |
| 6. prosince 2009 19:00 | 4× 3× 1×    | Report | 7× 4×   | Wu-si Sports Center, Wu-si Počet diváků: 350 Rozhodčí: Horváth, Márton (HUN) |

| 6. prosince 2009 21:00 | Dánsko  | 24–16  | Francie     | Wu-si Sports Center, Wu-si Počet diváků: 150 Rozhodčí: Raluy, Sabroso (ESP) |
| 6. prosince 2009 21:00 | Dalby 8 | (11–8) | Pineauová 4 | Wu-si Sports Center, Wu-si Počet diváků: 150 Rozhodčí: Raluy, Sabroso (ESP) |
| 6. prosince 2009 21:00 | 5× 4×   | Report | 2×          | Wu-si Sports Center, Wu-si Počet diváků: 150 Rozhodčí: Raluy, Sabroso (ESP) |

| 7. prosince 2009 17:00 | Německo   | 32–30   | Brazílie    | Wu-si Sports Center, Wu-si Počet diváků: 250 Rozhodčí: Raluy, Sabroso (ESP) |
| 7. prosince 2009 17:00 | Neukamp 8 | (19–12) | Pinheiro 10 | Wu-si Sports Center, Wu-si Počet diváků: 250 Rozhodčí: Raluy, Sabroso (ESP) |
| 7. prosince 2009 17:00 | 4× 3×     | Report  | 6× 3×       | Wu-si Sports Center, Wu-si Počet diváků: 250 Rozhodčí: Raluy, Sabroso (ESP) |

| 7. prosince 2009 19:00 | Dánsko                 | 37–24   | Kongo        | Wu-si Sports Center, Wu-si Počet diváků: 300 Rozhodčí: Opava, Válek (CZE) |
| 7. prosince 2009 19:00 | Kastrup, L. Pedersen 7 | (20–12) | Okoye Mbon 7 | Wu-si Sports Center, Wu-si Počet diváků: 300 Rozhodčí: Opava, Válek (CZE) |
| 7. prosince 2009 19:00 | 7× 2×                  | Report  | 6× 3×        | Wu-si Sports Center, Wu-si Počet diváků: 300 Rozhodčí: Opava, Válek (CZE) |

| 7. prosince 2009 21:00 | Francie   | 23–21  | Švédsko | Wu-si Sports Center, Wu-si Počet diváků: 200 Rozhodčí: Florescu, Duţă (ROU) |
| 7. prosince 2009 21:00 | Signaté 4 | (9–13) | Boson 5 | Wu-si Sports Center, Wu-si Počet diváků: 200 Rozhodčí: Florescu, Duţă (ROU) |
| 7. prosince 2009 21:00 | 3×        | Report | 3× 4×   | Wu-si Sports Center, Wu-si Počet diváků: 200 Rozhodčí: Florescu, Duţă (ROU) |

| 9. prosince 2009 17:00 | Francie | 29–22  | Kongo                   | Wu-si Sports Center, Wu-si Počet diváků: 100 Rozhodčí: Horváth, Márton (HUN) |
| 9. prosince 2009 17:00 | Limal 5 | (14–9) | Bassarila, Okoye Mbon 7 | Wu-si Sports Center, Wu-si Počet diváků: 100 Rozhodčí: Horváth, Márton (HUN) |
| 9. prosince 2009 17:00 | 6× 3×   | Report | 4× 3×                   | Wu-si Sports Center, Wu-si Počet diváků: 100 Rozhodčí: Horváth, Márton (HUN) |

| 9. prosince 2009 19:00 | Brazílie                      | 21–28  | Dánsko     | Wu-si Sports Center, Wu-si Počet diváků: 402 Rozhodčí: Florescu, Duţă (ROU) |
| 9. prosince 2009 19:00 | Amorim, da Costa, Rodrigues 4 | (9–14) | Troelsen 6 | Wu-si Sports Center, Wu-si Počet diváků: 402 Rozhodčí: Florescu, Duţă (ROU) |
| 9. prosince 2009 19:00 | 4× 2×                         | Report | 4× 3×      | Wu-si Sports Center, Wu-si Počet diváků: 402 Rozhodčí: Florescu, Duţă (ROU) |

| 9. prosince 2009 21:00 | Švédsko            | 27–33   | Německo    | Wu-si Sports Center, Wu-si Počet diváků: 200 Rozhodčí: Opava, Válek, (CZE) |
| 9. prosince 2009 21:00 | Isakson, Gulldén 5 | (12–18) | Mietzner 9 | Wu-si Sports Center, Wu-si Počet diváků: 200 Rozhodčí: Opava, Válek, (CZE) |
| 9. prosince 2009 21:00 | 5× 4×              | Report  | 3× 4×      | Wu-si Sports Center, Wu-si Počet diváků: 200 Rozhodčí: Opava, Válek, (CZE) |

| 10. prosince 2009 17:00 | Kongo          | 28–36   | Brazílie    | Wu-si Sports Center, Wu-si Počet diváků: 100 Rozhodčí: Opava, Válek (CZE) |
| 10. prosince 2009 17:00 | Itoua Atsono 8 | (13–19) | da Costa 13 | Wu-si Sports Center, Wu-si Počet diváků: 100 Rozhodčí: Opava, Válek (CZE) |
| 10. prosince 2009 17:00 | 4×             | Report  | 7× 3× 1×    | Wu-si Sports Center, Wu-si Počet diváků: 100 Rozhodčí: Opava, Válek (CZE) |

| 10. prosince 2009 19:00 | Německo    | 15–29   | Francie | Wu-si Sports Center, Wu-si Počet diváků: 300 Rozhodčí: Horváth, Márton (HUN) |
| 10. prosince 2009 19:00 | Mietzner 5 | (10–10) | Mendy 6 | Wu-si Sports Center, Wu-si Počet diváků: 300 Rozhodčí: Horváth, Márton (HUN) |
| 10. prosince 2009 19:00 | 4× 3×      | Report  | 6× 2×   | Wu-si Sports Center, Wu-si Počet diváků: 300 Rozhodčí: Horváth, Márton (HUN) |

| 10. prosince 2009 21:00 | Švédsko | 27–23   | Dánsko         | Wu-si Sports Center, Wu-si Počet diváků: 350 Rozhodčí: Raluy, Sabroso (ESP) |
| 10. prosince 2009 21:00 | Ahlm 7  | (14–10) | Mortensen L. 7 | Wu-si Sports Center, Wu-si Počet diváků: 350 Rozhodčí: Raluy, Sabroso (ESP) |
| 10. prosince 2009 21:00 | 3×      | Report  | 3×             | Wu-si Sports Center, Wu-si Počet diváků: 350 Rozhodčí: Raluy, Sabroso (ESP) |

### Skupina B
| Poř. | tým       | Z | V | R | P | VB  | OB  | +/−  | B  | výsledek                 |
| ---- | --------- | - | - | - | - | --- | --- | ---- | -- | ------------------------ |
| 1.   | Rusko     | 5 | 5 | 0 | 0 | 175 | 74  | +101 | 10 | postup do hlavní skupiny |
| 2.   | Rakousko  | 5 | 3 | 0 | 2 | 175 | 106 | +69  | 6  | postup do hlavní skupiny |
| 3.   | Angola    | 5 | 3 | 0 | 2 | 145 | 96  | +49  | 6  | postup do hlavní skupiny |
| 4.   | Ukrajina  | 5 | 3 | 0 | 2 | 151 | 106 | +45  | 6  |                          |
| 5.   | Thajsko   | 5 | 1 | 0 | 4 | 73  | 192 | −119 | 2  |                          |
| 6.   | Austrálie | 5 | 0 | 0 | 5 | 52  | 197 | −145 | 0  |                          |

| 5. prosince 2009 17:00 | Angola          | 39–9   | Austrálie  | Zhangjiagang Sports Center Gym, Zhangjiagang Počet diváků: 100 Rozhodčí: Behi, Farah (TUN) |
| 5. prosince 2009 17:00 | Wuta, Natália 6 | (22–6) | Sørensen 4 | Zhangjiagang Sports Center Gym, Zhangjiagang Počet diváků: 100 Rozhodčí: Behi, Farah (TUN) |
| 5. prosince 2009 17:00 | 3×              | Report | 3×         | Zhangjiagang Sports Center Gym, Zhangjiagang Počet diváků: 100 Rozhodčí: Behi, Farah (TUN) |

| 5. prosince 2009 19:00 | Rakousko | 52–11  | Thajsko          | Zhangjiagang Sports Center Gym, Zhangjiagang Počet diváků: 250 Rozhodčí: Marina, Minore (ARG) |
| 5. prosince 2009 19:00 | Plach 8  | (24–7) | Sila, Thanawat 3 | Zhangjiagang Sports Center Gym, Zhangjiagang Počet diváků: 250 Rozhodčí: Marina, Minore (ARG) |
| 5. prosince 2009 19:00 | 2×       | Report | 3×               | Zhangjiagang Sports Center Gym, Zhangjiagang Počet diváků: 250 Rozhodčí: Marina, Minore (ARG) |

| 5. prosince 2009 21:00 | Rusko   | 27–18   | Ukrajina      | Zhangjiagang Sports Center Gym, Zhangjiagang Počet diváků: 250 Rozhodčí: Andersen, Sødal (NOR) |
| 5. prosince 2009 21:00 | Turey 5 | (11–10) | Nikolayenko 5 | Zhangjiagang Sports Center Gym, Zhangjiagang Počet diváků: 250 Rozhodčí: Andersen, Sødal (NOR) |
| 5. prosince 2009 21:00 | 2× 3×   | Report  | 3× 2×         | Zhangjiagang Sports Center Gym, Zhangjiagang Počet diváků: 250 Rozhodčí: Andersen, Sødal (NOR) |

| 6. prosince 2009 17:00 | Austrálie                       | 10–45  | Rakousko   | Zhangjiagang Sports Center Gym, Zhangjiagang Počet diváků: 100 Rozhodčí: Liu S., Liu F. (CHN) |
| 6. prosince 2009 17:00 | Sørensen, M. Kelly, Brunsberg 2 | (5–22) | Spiridon 8 | Zhangjiagang Sports Center Gym, Zhangjiagang Počet diváků: 100 Rozhodčí: Liu S., Liu F. (CHN) |
| 6. prosince 2009 17:00 | 1× 2×                           | Report | 2×         | Zhangjiagang Sports Center Gym, Zhangjiagang Počet diváků: 100 Rozhodčí: Liu S., Liu F. (CHN) |

| 6. prosince 2009 19:00 | Ukrajina     | 20–28   | Angola   | Zhangjiagang Sports Center Gym, Zhangjiagang Počet diváků: 1,000 Rozhodčí: Maria, Minore (ARG) |
| 6. prosince 2009 19:00 | Tsybulenko 6 | (10–14) | Elzira 9 | Zhangjiagang Sports Center Gym, Zhangjiagang Počet diváků: 1,000 Rozhodčí: Maria, Minore (ARG) |
| 6. prosince 2009 19:00 | 3× 4×        | Report  | 5× 3×    | Zhangjiagang Sports Center Gym, Zhangjiagang Počet diváků: 1,000 Rozhodčí: Maria, Minore (ARG) |

| 6. prosince 2009 21:00 | Thajsko    | 8–45   | Rusko          | Zhangjiagang Sports Center Gym, Zhangjiagang Počet diváků: 100 Rozhodčí: Beji, Farah (TUN) |
| 6. prosince 2009 21:00 | Thanawat 5 | (6–19) | Zhilinskayte 8 | Zhangjiagang Sports Center Gym, Zhangjiagang Počet diváků: 100 Rozhodčí: Beji, Farah (TUN) |
| 6. prosince 2009 21:00 | 5× 3×      | Report | 3×             | Zhangjiagang Sports Center Gym, Zhangjiagang Počet diváků: 100 Rozhodčí: Beji, Farah (TUN) |

| 7. prosince 2009 17:00 | Ukrajina                  | 41–13  | Thajsko      | Zhangjiagang Sports Center Gym, Zhangjiagang Počet diváků: 150 Rozhodčí: Liu S., Liu F. (CHN) |
| 7. prosince 2009 17:00 | Boklashchuk, Tsybulenko 6 | (21–8) | Suphasanan 4 | Zhangjiagang Sports Center Gym, Zhangjiagang Počet diváků: 150 Rozhodčí: Liu S., Liu F. (CHN) |
| 7. prosince 2009 17:00 | 1× 2×                     | Report | 3× 1×        | Zhangjiagang Sports Center Gym, Zhangjiagang Počet diváků: 150 Rozhodčí: Liu S., Liu F. (CHN) |

| 7. prosince 2009 19:00 | Angola    | 21–28   | Rakousko | Zhangjiagang Sports Center Gym, Zhangjiagang Počet diváků: 900 Rozhodčí: Andersen, Sødal (NOR) |
| 7. prosince 2009 19:00 | Elzira 10 | (12–16) | Engel 14 | Zhangjiagang Sports Center Gym, Zhangjiagang Počet diváků: 900 Rozhodčí: Andersen, Sødal (NOR) |
| 7. prosince 2009 19:00 | 1× 4× 1×  | Report  | 4× 3×    | Zhangjiagang Sports Center Gym, Zhangjiagang Počet diváků: 900 Rozhodčí: Andersen, Sødal (NOR) |

| 7. prosince 2009 21:00 | Rusko   | 48–8   | Austrálie  | Zhangjiagang Sports Center Gym, Zhangjiagang Počet diváků: 80 Rozhodčí: Marina, Minore (ARG) |
| 7. prosince 2009 21:00 | Turey 8 | (27–3) | Sørensen 3 | Zhangjiagang Sports Center Gym, Zhangjiagang Počet diváků: 80 Rozhodčí: Marina, Minore (ARG) |
| 7. prosince 2009 21:00 | 1×      | Report | 2×         | Zhangjiagang Sports Center Gym, Zhangjiagang Počet diváků: 80 Rozhodčí: Marina, Minore (ARG) |

| 9. prosince 2009 17:00 | Angola     | 36–16  | Thajsko    | Zhangjiagang Sports Center Gym, Zhangjiagang Počet diváků: 60 Rozhodčí: Andersen, Sødal (NOR) |
| 9. prosince 2009 17:00 | Azenaide 9 | (21–5) | Thanawat 7 | Zhangjiagang Sports Center Gym, Zhangjiagang Počet diváků: 60 Rozhodčí: Andersen, Sødal (NOR) |
| 9. prosince 2009 17:00 | 2×         | Report | 2× 3×      | Zhangjiagang Sports Center Gym, Zhangjiagang Počet diváků: 60 Rozhodčí: Andersen, Sødal (NOR) |

| 9. prosince 2009 19:00 | Austrálie          | 7–40   | Ukrajina    | Zhangjiagang Sports Center Gym, Zhangjiagang Počet diváků: 750 Rozhodčí: Liu S., Liu F. (CHN) |
| 9. prosince 2009 19:00 | Sørensen, Thomas 2 | (4–19) | Shkliaruk 6 | Zhangjiagang Sports Center Gym, Zhangjiagang Počet diváků: 750 Rozhodčí: Liu S., Liu F. (CHN) |
| 9. prosince 2009 19:00 | 5× 3×              | Report | 1×          | Zhangjiagang Sports Center Gym, Zhangjiagang Počet diváků: 750 Rozhodčí: Liu S., Liu F. (CHN) |

| 9. prosince 2009 21:00 | Rakousko | 19–32   | Rusko   | Zhangjiagang Sports Center Gym, Zhangjiagang Počet diváků: 200 Rozhodčí: Beji, Farah (TUN) |
| 9. prosince 2009 21:00 | Engel 6  | (10–17) | Turey 7 | Zhangjiagang Sports Center Gym, Zhangjiagang Počet diváků: 200 Rozhodčí: Beji, Farah (TUN) |
| 9. prosince 2009 21:00 | 5× 4×    | Report  | 3×      | Zhangjiagang Sports Center Gym, Zhangjiagang Počet diváků: 200 Rozhodčí: Beji, Farah (TUN) |

| 10. prosince 2009 17:00 | Thajsko | 25–18   | Austrálie  | Zhangjiagang Sports Center Gym, Zhangjiagang Počet diváků: 50 Rozhodčí: Liu S., Liu F. (CHN) |
| 10. prosince 2009 17:00 | Phonsen | (13–10) | Sørensen 7 | Zhangjiagang Sports Center Gym, Zhangjiagang Počet diváků: 50 Rozhodčí: Liu S., Liu F. (CHN) |
| 10. prosince 2009 17:00 | 1× 3×   | Report  | 2× 3×      | Zhangjiagang Sports Center Gym, Zhangjiagang Počet diváků: 50 Rozhodčí: Liu S., Liu F. (CHN) |

| 10. prosince 2009 19:00 | Rakousko       | 31–32   | Ukrajina       | Zhangjiagang Sports Center Gym, Zhangjiagang Počet diváků: 1,000 Rozhodčí: Marina, Minore (ARG) |
| 10. prosince 2009 19:00 | Subke, Engel 8 | (17–15) | Nykolayenko 10 | Zhangjiagang Sports Center Gym, Zhangjiagang Počet diváků: 1,000 Rozhodčí: Marina, Minore (ARG) |
| 10. prosince 2009 19:00 | 2× 3×          | Report  | 3×             | Zhangjiagang Sports Center Gym, Zhangjiagang Počet diváků: 1,000 Rozhodčí: Marina, Minore (ARG) |

| 10. prosince 2009 21:00 | Rusko      | 23–21   | Angola   | Zhangjiagang Sports Center Gym, Zhangjiagang Počet diváků: 120 Rozhodčí: Beji, Farah (TUN) |
| 10. prosince 2009 21:00 | Postnova 5 | (11–12) | Elzira 8 | Zhangjiagang Sports Center Gym, Zhangjiagang Počet diváků: 120 Rozhodčí: Beji, Farah (TUN) |
| 10. prosince 2009 21:00 | 3× 4×      | Report  | 4×       | Zhangjiagang Sports Center Gym, Zhangjiagang Počet diváků: 120 Rozhodčí: Beji, Farah (TUN) |

### Skupina C
| Poř. | tým      | Z | V | R | P | VB  | OB  | +/−  | B  | výsledek                 |
| ---- | -------- | - | - | - | - | --- | --- | ---- | -- | ------------------------ |
| 1.   | Norsko   | 5 | 5 | 0 | 0 | 164 | 102 | +62  | 10 | postup do hlavní skupiny |
| 2.   | Rumunsko | 5 | 4 | 0 | 1 | 182 | 117 | +65  | 8  | postup do hlavní skupiny |
| 3.   | Maďarsko | 5 | 3 | 0 | 2 | 160 | 123 | +37  | 6  | postup do hlavní skupiny |
| 4.   | Japonsko | 5 | 1 | 1 | 3 | 144 | 156 | −12  | 3  |                          |
| 5.   | Tunisko  | 5 | 1 | 1 | 3 | 137 | 155 | −18  | 3  |                          |
| 6.   | Chile    | 5 | 0 | 0 | 5 | 81  | 215 | −134 | 0  |                          |

| 5. prosince 2009 17:15 | Rumunsko  | 51–17  | Chile        | Su-čou Sports Center, Su-čou Počet diváků: 500 Rozhodčí: Līcis, Stoļarovs (LAT) |
| 5. prosince 2009 17:15 | Stanca 10 | (20–7) | Feuchtmann 6 | Su-čou Sports Center, Su-čou Počet diváků: 500 Rozhodčí: Līcis, Stoļarovs (LAT) |
| 5. prosince 2009 17:15 | 1× 3×     | Report | 3× 5×        | Su-čou Sports Center, Su-čou Počet diváků: 500 Rozhodčí: Līcis, Stoļarovs (LAT) |

| 5. prosince 2009 19:15 | Norsko                     | 34–19  | Japonsko | Su-čou Sports Center, Su-čou Počet diváků: 750 Rozhodčí: Guseva, Vartanian (RUS) |
| 5. prosince 2009 19:15 | Riegelhuthová, Herremová 7 | (15–9) | Uegaki 8 | Su-čou Sports Center, Su-čou Počet diváků: 750 Rozhodčí: Guseva, Vartanian (RUS) |
| 5. prosince 2009 19:15 | 1× 3×                      | Report | 5× 2× 1× | Su-čou Sports Center, Su-čou Počet diváků: 750 Rozhodčí: Guseva, Vartanian (RUS) |

| 5. prosince 2009 21:15 | Maďarsko | 33–25   | Tunisko    | Su-čou Sports Center, Su-čou Počet diváků: 500 Rozhodčí: Brunovský, Čanda (SVK) |
| 5. prosince 2009 21:15 | Tóth 9   | (15–11) | Khouildi 8 | Su-čou Sports Center, Su-čou Počet diváků: 500 Rozhodčí: Brunovský, Čanda (SVK) |
| 5. prosince 2009 21:15 | 7× 3× 1× | Report  | 7× 3×      | Su-čou Sports Center, Su-čou Počet diváků: 500 Rozhodčí: Brunovský, Čanda (SVK) |

| 6. prosince 2009 17:15 | Chile     | 14–48  | Maďarsko         | Su-čou Sports Center, Su-čou Počet diváků: 200 Rozhodčí: Guseva, Vartanian (RUS) |
| 6. prosince 2009 17:15 | Canessa 6 | (6–24) | Zácsik, Juhasz 8 | Su-čou Sports Center, Su-čou Počet diváků: 200 Rozhodčí: Guseva, Vartanian (RUS) |
| 6. prosince 2009 17:15 | 3×        | Report | 2× 3×            | Su-čou Sports Center, Su-čou Počet diváků: 200 Rozhodčí: Guseva, Vartanian (RUS) |

| 6. prosince 2009 19:15 | Tunisko   | 25–36   | Norsko              | Su-čou Sports Center, Su-čou Počet diváků: 200 Rozhodčí: Geipel, Helbig (GER) |
| 6. prosince 2009 19:15 | Chebbah 7 | (14–18) | Johansen, Løkeová 6 | Su-čou Sports Center, Su-čou Počet diváků: 200 Rozhodčí: Geipel, Helbig (GER) |
| 6. prosince 2009 19:15 | 1× 3×     | Report  | 3×                  | Su-čou Sports Center, Su-čou Počet diváků: 200 Rozhodčí: Geipel, Helbig (GER) |

| 6. prosince 2009 21:15 | Japonsko | 28–37   | Rumunsko  | Su-čou Sports Center, Su-čou Počet diváků: 200 Rozhodčí: Brunovský, Čanda (SVK) |
| 6. prosince 2009 21:15 | Uegaki 8 | (17–17) | Puşcaşu 9 | Su-čou Sports Center, Su-čou Počet diváků: 200 Rozhodčí: Brunovský, Čanda (SVK) |
| 6. prosince 2009 21:15 | 1× 3×    | Report  | 3×        | Su-čou Sports Center, Su-čou Počet diváků: 200 Rozhodčí: Brunovský, Čanda (SVK) |

| 7. prosince 2009 17:15 | Japonsko | 31–31   | Tunisko             | Su-čou Sports Center, Su-čou Počet diváků: 250 Rozhodčí: Līcis, Stoļarovs (LAT) |
| 7. prosince 2009 17:15 | Fujii 10 | (16–14) | Elghaoui, Chebbah 7 | Su-čou Sports Center, Su-čou Počet diváků: 250 Rozhodčí: Līcis, Stoļarovs (LAT) |
| 7. prosince 2009 17:15 | 5× 3× 1× | Report  | 6× 4× 1×            | Su-čou Sports Center, Su-čou Počet diváků: 250 Rozhodčí: Līcis, Stoļarovs (LAT) |

| 7. prosince 2009 19:15 | Norsko          | 44–15  | Chile        | Su-čou Sports Center, Su-čou Počet diváků: 400 Rozhodčí: Brunovský, Čanda (SVK) |
| 7. prosince 2009 19:15 | Riegelhuthová 9 | (21–7) | Feuchtmann 3 | Su-čou Sports Center, Su-čou Počet diváků: 400 Rozhodčí: Brunovský, Čanda (SVK) |
| 7. prosince 2009 19:15 | 2×              | Report | 4× 2×        | Su-čou Sports Center, Su-čou Počet diváků: 400 Rozhodčí: Brunovský, Čanda (SVK) |

| 7. prosince 2009 21:15 | Rumunsko    | 31–25  | Maďarsko | Su-čou Sports Center, Su-čou Počet diváků: 200 Rozhodčí: Geipel, Helbig (GER) |
| 7. prosince 2009 21:15 | Lecuşanu 12 | (16–7) | Tóth 7   | Su-čou Sports Center, Su-čou Počet diváků: 200 Rozhodčí: Geipel, Helbig (GER) |
| 7. prosince 2009 21:15 | 1× 3×       | Report | 6× 3×    | Su-čou Sports Center, Su-čou Počet diváků: 200 Rozhodčí: Geipel, Helbig (GER) |

| 9. prosince 2009 17:15 | Chile                         | 19–38   | Japonsko                   | Su-čou Sports Center, Su-čou Počet diváků: 100 Rozhodčí: Geipel, Helbig (GER) |
| 9. prosince 2009 17:15 | Canessa, Feuchtmann, Flores 6 | (13–19) | Fujii, Takahashi, Uegaki 6 | Su-čou Sports Center, Su-čou Počet diváků: 100 Rozhodčí: Geipel, Helbig (GER) |
| 9. prosince 2009 17:15 | 3×                            | Report  |                            | Su-čou Sports Center, Su-čou Počet diváků: 100 Rozhodčí: Geipel, Helbig (GER) |

| 9. prosince 2009 19:15 | Maďarsko         | 19–25   | Norsko          | Su-čou Sports Center, Su-čou Počet diváků: 700 Rozhodčí: Līcis, Stoļarovs (LAT) |
| 9. prosince 2009 19:15 | Bulath, Vérten 3 | (11–11) | Riegelhuthová 6 | Su-čou Sports Center, Su-čou Počet diváků: 700 Rozhodčí: Līcis, Stoļarovs (LAT) |
| 9. prosince 2009 19:15 | 1× 3×            | Report  | 2×              | Su-čou Sports Center, Su-čou Počet diváků: 700 Rozhodčí: Līcis, Stoļarovs (LAT) |

| 9. prosince 2009 21:15 | Rumunsko  | 39–22   | Tunisko    | Su-čou Sports Center, Su-čou Počet diváků: 200 Rozhodčí: Guseva, Vartanian (RUS) |
| 9. prosince 2009 21:15 | Puşcaşu 7 | (23–10) | Khouildi 6 | Su-čou Sports Center, Su-čou Počet diváků: 200 Rozhodčí: Guseva, Vartanian (RUS) |
| 9. prosince 2009 21:15 | 2×        | Report  | 2× 1×      | Su-čou Sports Center, Su-čou Počet diváků: 200 Rozhodčí: Guseva, Vartanian (RUS) |

| 10. prosince 2009 17:15 | Tunisko          | 34–16  | Chile     | Su-čou Sports Center, Su-čou Počet diváků: 100 Rozhodčí: Chen, Lu (CHN) |
| 10. prosince 2009 17:15 | Msaad, Chebbah 8 | (21–7) | Musalem 6 | Su-čou Sports Center, Su-čou Počet diváků: 100 Rozhodčí: Chen, Lu (CHN) |
| 10. prosince 2009 17:15 | 2×               | Report | 3×        | Su-čou Sports Center, Su-čou Počet diváků: 100 Rozhodčí: Chen, Lu (CHN) |

| 10. prosince 2009 19:15 | Norsko                    | 25–24   | Rumunsko   | Su-čou Sports Center, Su-čou Počet diváků: 1,000 Rozhodčí: Brunovský, Čanda (SVK) |
| 10. prosince 2009 19:15 | Nøstvold, Riegelhuthová 5 | (14–12) | Neaguová 9 | Su-čou Sports Center, Su-čou Počet diváků: 1,000 Rozhodčí: Brunovský, Čanda (SVK) |
| 10. prosince 2009 19:15 | 3×                        | Report  | 2×         | Su-čou Sports Center, Su-čou Počet diváků: 1,000 Rozhodčí: Brunovský, Čanda (SVK) |

| 10. prosince 2009 21:15 | Maďarsko | 35–28   | Japonsko | Su-čou Sports Center, Su-čou Počet diváků: 300 Rozhodčí: Geipel, Helbig (GER) |
| 10. prosince 2009 21:15 | Tóth 8   | (15–14) | Fujii 8  | Su-čou Sports Center, Su-čou Počet diváků: 300 Rozhodčí: Geipel, Helbig (GER) |
| 10. prosince 2009 21:15 | 3×       | Report  | 1× 3×    | Su-čou Sports Center, Su-čou Počet diváků: 300 Rozhodčí: Geipel, Helbig (GER) |

### Skupina D
| Poř. | tým               | Z | V | R | P | VB  | OB  | +/− | B  | výsledek                 |
| ---- | ----------------- | - | - | - | - | --- | --- | --- | -- | ------------------------ |
| 1.   | Španělsko         | 5 | 5 | 0 | 0 | 147 | 84  | +63 | 10 | postup do hlavní skupiny |
| 2.   | Jižní Korea       | 5 | 4 | 0 | 1 | 170 | 115 | +55 | 8  | postup do hlavní skupiny |
| 3.   | Čína              | 5 | 3 | 0 | 2 | 123 | 109 | +14 | 6  | postup do hlavní skupiny |
| 4.   | Pobřeží slonoviny | 5 | 1 | 1 | 3 | 114 | 140 | −26 | 3  |                          |
| 5.   | Kazachstán        | 5 | 1 | 0 | 4 | 96  | 148 | −52 | 2  |                          |
| 6.   | Argentina         | 5 | 0 | 1 | 4 | 88  | 142 | −54 | 1  |                          |

| 5. prosince 2009 15:30 | Jižní Korea | 39–21   | Kazachstán | Čchang-čou Olympic Sports Center, Čchang-čou Počet diváků: 500 Rozhodčí: Gatelis, Mažeika (LTU) |
| 5. prosince 2009 15:30 | Jung J. 8   | (17–14) | Yegunova 6 | Čchang-čou Olympic Sports Center, Čchang-čou Počet diváků: 500 Rozhodčí: Gatelis, Mažeika (LTU) |
| 5. prosince 2009 15:30 | 3× 2×       | Report  | 3× 4×      | Čchang-čou Olympic Sports Center, Čchang-čou Počet diváků: 500 Rozhodčí: Gatelis, Mažeika (LTU) |

| 5. prosince 2009 17:30 | Španělsko         | 29–18  | Pobřeží slonoviny     | Čchang-čou Olympic Sports Center, Čchang-čou Počet diváků: 300 Rozhodčí: Al-Mutawa, Al-Suwailam (KUW) |
| 5. prosince 2009 17:30 | Aguilar, Benzal 6 | (13–9) | Mambo, Gondo-Bredou 4 | Čchang-čou Olympic Sports Center, Čchang-čou Počet diváků: 300 Rozhodčí: Al-Mutawa, Al-Suwailam (KUW) |
| 5. prosince 2009 17:30 | 4× 3×             | Report | 3×                    | Čchang-čou Olympic Sports Center, Čchang-čou Počet diváků: 300 Rozhodčí: Al-Mutawa, Al-Suwailam (KUW) |

| 5. prosince 2009 19:30 | Čína            | 26–15  | Argentina | Čchang-čou Olympic Sports Center, Čchang-čou Počet diváků: 2,500 Rozhodčí: Gjeding, Hansen (DEN) |
| 5. prosince 2009 19:30 | Wei Q., Li Y. 6 | (12–6) | Decilio 7 | Čchang-čou Olympic Sports Center, Čchang-čou Počet diváků: 2,500 Rozhodčí: Gjeding, Hansen (DEN) |
| 5. prosince 2009 19:30 | 6× 3×           | Report | 3×        | Čchang-čou Olympic Sports Center, Čchang-čou Počet diváků: 2,500 Rozhodčí: Gjeding, Hansen (DEN) |

| 6. prosince 2009 15:30 | Pobřeží slonoviny | 26–35   | Jižní Korea | Čchang-čou Olympic Sports Center, Čchang-čou Počet diváků: 300 Rozhodčí: Gjeding, Hansen (DEN) |
| 6. prosince 2009 15:30 | Gondo-Bredou 6    | (13–15) | Kim O. 8    | Čchang-čou Olympic Sports Center, Čchang-čou Počet diváků: 300 Rozhodčí: Gjeding, Hansen (DEN) |
| 6. prosince 2009 15:30 | 5× 3×             | Report  | 4× 3×       | Čchang-čou Olympic Sports Center, Čchang-čou Počet diváků: 300 Rozhodčí: Gjeding, Hansen (DEN) |

| 6. prosince 2009 17:30 | Argentina | 15–33  | Španělsko | Čchang-čou Olympic Sports Center, Čchang-čou Počet diváků: 500 Rozhodčí: Gatelis, Mažeika (LTU) |
| 6. prosince 2009 17:30 | Decilio 5 | (9–14) | Aguilar 9 | Čchang-čou Olympic Sports Center, Čchang-čou Počet diváků: 500 Rozhodčí: Gatelis, Mažeika (LTU) |
| 6. prosince 2009 17:30 | 7× 3×     | Report | 4× 3×     | Čchang-čou Olympic Sports Center, Čchang-čou Počet diváků: 500 Rozhodčí: Gatelis, Mažeika (LTU) |

| 6. prosince 2009 19:30 | Kazachstán  | 13–25  | Čína    | Čchang-čou Olympic Sports Center, Čchang-čou Počet diváků: 2,500 Rozhodčí: C. Bonaventura, J. Bonaventura (FRA) |
| 6. prosince 2009 19:30 | Yakovleva 5 | (7–9)  | Li W. 7 | Čchang-čou Olympic Sports Center, Čchang-čou Počet diváků: 2,500 Rozhodčí: C. Bonaventura, J. Bonaventura (FRA) |
| 6. prosince 2009 19:30 | 3× 2×       | Report | 1× 2×   | Čchang-čou Olympic Sports Center, Čchang-čou Počet diváků: 2,500 Rozhodčí: C. Bonaventura, J. Bonaventura (FRA) |

| 7. prosince 2009 14:30 | Pobřeží slonoviny       | 19–19   | Argentina | Čchang-čou Olympic Sports Center, Čchang-čou Počet diváků: 500 Rozhodčí: Al-Mutawa, Al-Suwailam (KUW) |
| 7. prosince 2009 14:30 | Kuyo, Mambo, Karamoko 4 | (11–10) | Mendoza 7 | Čchang-čou Olympic Sports Center, Čchang-čou Počet diváků: 500 Rozhodčí: Al-Mutawa, Al-Suwailam (KUW) |
| 7. prosince 2009 14:30 | 5× 3× 1×                | Report  | 3× 4×     | Čchang-čou Olympic Sports Center, Čchang-čou Počet diváků: 500 Rozhodčí: Al-Mutawa, Al-Suwailam (KUW) |

| 7. prosince 2009 16:30 | Jižní Korea               | 33–25   | Čína    | Čchang-čou Olympic Sports Center, Čchang-čou Počet diváků: 5,000 Rozhodčí: Gatelis, Mažeika (LTU) |
| 7. prosince 2009 16:30 | Woo S., Kim O., Moon P. 7 | (17–13) | Li W. 8 | Čchang-čou Olympic Sports Center, Čchang-čou Počet diváků: 5,000 Rozhodčí: Gatelis, Mažeika (LTU) |
| 7. prosince 2009 16:30 | 1× 3×                     | Report  | 4× 3×   | Čchang-čou Olympic Sports Center, Čchang-čou Počet diváků: 5,000 Rozhodčí: Gatelis, Mažeika (LTU) |

| 7. prosince 2009 18:30 | Španělsko | 30–12  | Kazachstán | Čchang-čou Olympic Sports Center, Čchang-čou Počet diváků: 200 Rozhodčí: Gjeding, Hansen (DEN) |
| 7. prosince 2009 18:30 | Mangué 6  | (12–5) | Yefimova 3 | Čchang-čou Olympic Sports Center, Čchang-čou Počet diváků: 200 Rozhodčí: Gjeding, Hansen (DEN) |
| 7. prosince 2009 18:30 | 1× 3×     | Report | 4× 2×      | Čchang-čou Olympic Sports Center, Čchang-čou Počet diváků: 200 Rozhodčí: Gjeding, Hansen (DEN) |

| 9. prosince 2009 14:30 | Kazachstán | 22–30   | Pobřeží slonoviny | Čchang-čou Olympic Sports Center, Čchang-čou Počet diváků: 200 Rozhodčí: Gatelis, Mažeika (LTU) |
| 9. prosince 2009 14:30 | Kozlova 7  | (13–13) | Mambo 10          | Čchang-čou Olympic Sports Center, Čchang-čou Počet diváků: 200 Rozhodčí: Gatelis, Mažeika (LTU) |
| 9. prosince 2009 14:30 | 2× 3×      | Report  | 3×                | Čchang-čou Olympic Sports Center, Čchang-čou Počet diváků: 200 Rozhodčí: Gatelis, Mažeika (LTU) |

| 9. prosince 2009 16:30 | Čína     | 12–27  | Španělsko | Čchang-čou Olympic Sports Center, Čchang-čou Počet diváků: 2,000 Rozhodčí: C. Bonaventura, J. Bonaventura (FRA) |
| 9. prosince 2009 16:30 | Liu X. 4 | (9–11) | Mangué 7  | Čchang-čou Olympic Sports Center, Čchang-čou Počet diváků: 2,000 Rozhodčí: C. Bonaventura, J. Bonaventura (FRA) |
| 9. prosince 2009 16:30 | 4× 3×    | Report | 3×        | Čchang-čou Olympic Sports Center, Čchang-čou Počet diváků: 2,000 Rozhodčí: C. Bonaventura, J. Bonaventura (FRA) |

| 9. prosince 2009 18:30 | Jižní Korea                       | 36–15   | Argentina | Čchang-čou Olympic Sports Center, Čchang-čou Počet diváků: 200 Rozhodčí: Al-Mutawa, Al-Suwailam (KUW) |
| 9. prosince 2009 18:30 | Lee S., Nam H., Park H., Yoo H. 5 | (19–10) | Bianchi 4 | Čchang-čou Olympic Sports Center, Čchang-čou Počet diváků: 200 Rozhodčí: Al-Mutawa, Al-Suwailam (KUW) |
| 9. prosince 2009 18:30 | 3×                                | Report  | 6× 3×     | Čchang-čou Olympic Sports Center, Čchang-čou Počet diváků: 200 Rozhodčí: Al-Mutawa, Al-Suwailam (KUW) |

| 10. prosince 2009 14:30 | Argentina | 24–28   | Kazachstán | Čchang-čou Olympic Sports Center, Čchang-čou Počet diváků: 100 Rozhodčí: C. Bonaventura, J. Bonaventura (FRA) |
| 10. prosince 2009 14:30 | Mendoza 7 | (11–12) | Pikalova 7 | Čchang-čou Olympic Sports Center, Čchang-čou Počet diváků: 100 Rozhodčí: C. Bonaventura, J. Bonaventura (FRA) |
| 10. prosince 2009 14:30 | 7× 3×     | Report  | 7× 3×      | Čchang-čou Olympic Sports Center, Čchang-čou Počet diváků: 100 Rozhodčí: C. Bonaventura, J. Bonaventura (FRA) |

| 10. prosince 2009 16:30 | Čína     | 35–21   | Pobřeží slonoviny     | Čchang-čou Olympic Sports Center, Čchang-čou Počet diváků: 2,500 Rozhodčí: Gatelis, Mažeika (LTU) |
| 10. prosince 2009 16:30 | Wei Q. 8 | (18–11) | Mambo, Gondo-Bredou 5 | Čchang-čou Olympic Sports Center, Čchang-čou Počet diváků: 2,500 Rozhodčí: Gatelis, Mažeika (LTU) |
| 10. prosince 2009 16:30 | 2×       | Report  | 2× 3×                 | Čchang-čou Olympic Sports Center, Čchang-čou Počet diváků: 2,500 Rozhodčí: Gatelis, Mažeika (LTU) |

| 10. prosince 2009 18:30 | Španělsko | 28–27   | Jižní Korea          | Čchang-čou Olympic Sports Center, Čchang-čou Počet diváků: 500 Rozhodčí: Gjeding, Hansen (DEN) |
| 10. prosince 2009 18:30 | Aguilar 8 | (15–15) | Jung J., Myoung B. 6 | Čchang-čou Olympic Sports Center, Čchang-čou Počet diváků: 500 Rozhodčí: Gjeding, Hansen (DEN) |
| 10. prosince 2009 18:30 | 5× 3×     | Report  | 2× 4×                | Čchang-čou Olympic Sports Center, Čchang-čou Počet diváků: 500 Rozhodčí: Gjeding, Hansen (DEN) |

## Hlavní skupina

### Skupina 1
| Poř. | tým      | Z | V | R | P | VB  | OB  | +/− | B | výsledek             |
| ---- | -------- | - | - | - | - | --- | --- | --- | - | -------------------- |
| 1.   | Francie  | 5 | 4 | 0 | 1 | 137 | 106 | +31 | 8 | postup do semifinále |
| 2.   | Rusko    | 5 | 4 | 0 | 1 | 142 | 111 | +31 | 8 | postup do semifinále |
| 3.   | Dánsko   | 5 | 3 | 0 | 2 | 129 | 127 | +2  | 6 | o 5. místo           |
| 4.   | Německo  | 5 | 2 | 0 | 3 | 117 | 137 | −20 | 4 | o 7. místo           |
| 5.   | Rakousko | 5 | 1 | 0 | 4 | 120 | 147 | −27 | 2 |                      |
| 6.   | Angola   | 5 | 1 | 0 | 4 | 115 | 132 | −17 | 2 |                      |

| 12. prosince 2009 17:00 | Německo   | 22–34   | Rusko   | Jang-čou Sports Garden, Jang-čou Počet diváků: 2,500 Rozhodčí: Marina, Minore (ARG) |
| 12. prosince 2009 17:00 | Neukamp 8 | (13–16) | Turey 6 | Jang-čou Sports Garden, Jang-čou Počet diváků: 2,500 Rozhodčí: Marina, Minore (ARG) |
| 12. prosince 2009 17:00 | 5× 3×     | Report  | 3× 4×   | Jang-čou Sports Garden, Jang-čou Počet diváků: 2,500 Rozhodčí: Marina, Minore (ARG) |

| 12. prosince 2009 19:00 | Francie                   | 33–24  | Angola           | Jang-čou Sports Garden, Jang-čou Počet diváků: 2,800 Rozhodčí: Horváth, Márton (HUN) |
| 12. prosince 2009 19:00 | Goudjo, Deroin, Signaté 4 | (15–9) | Viegas, Elzira 5 | Jang-čou Sports Garden, Jang-čou Počet diváků: 2,800 Rozhodčí: Horváth, Márton (HUN) |
| 12. prosince 2009 19:00 | 2× 4×                     | Report | 7× 4×            | Jang-čou Sports Garden, Jang-čou Počet diváků: 2,800 Rozhodčí: Horváth, Márton (HUN) |

| 12. prosince 2009 21:00 | Dánsko         | 30–27   | Rakousko          | Jang-čou Sports Garden, Jang-čou Počet diváků: 2,600 Rozhodčí: Andersen, Sødal (NOR) |
| 12. prosince 2009 21:00 | L. Mortensen 8 | (15–16) | Engel, Spiridon 6 | Jang-čou Sports Garden, Jang-čou Počet diváků: 2,600 Rozhodčí: Andersen, Sødal (NOR) |
| 12. prosince 2009 21:00 | 2×             | Report  | 2× 3×             | Jang-čou Sports Garden, Jang-čou Počet diváků: 2,600 Rozhodčí: Andersen, Sødal (NOR) |

| 13. prosince 2009 17:00 | Rakousko | 26–29   | Německo  | Jang-čou Sports Garden, Jang-čou Počet diváků: 2,000 Rozhodčí: Horváth, Márton (HUN) |
| 13. prosince 2009 17:00 | Subke 7  | (14–12) | Müller 7 | Jang-čou Sports Garden, Jang-čou Počet diváků: 2,000 Rozhodčí: Horváth, Márton (HUN) |
| 13. prosince 2009 17:00 | 5× 4× 1× | Report  | 6× 3×    | Jang-čou Sports Garden, Jang-čou Počet diváků: 2,000 Rozhodčí: Horváth, Márton (HUN) |

| 13. prosince 2009 19:00 | Rusko      | 23–24   | Francie           | Jang-čou Sports Garden, Jang-čou Počet diváků: 2,500 Rozhodčí: Andersen, Sødal (NOR) |
| 13. prosince 2009 19:00 | Khmyrova 7 | (14–12) | Baudouin, Limal 5 | Jang-čou Sports Garden, Jang-čou Počet diváků: 2,500 Rozhodčí: Andersen, Sødal (NOR) |
| 13. prosince 2009 19:00 | 3×         | Report  | 3×                | Jang-čou Sports Garden, Jang-čou Počet diváků: 2,500 Rozhodčí: Andersen, Sødal (NOR) |

| 13. prosince 2009 21:00 | Angola                    | 28–23   | Dánsko     | Jang-čou Sports Garden, Jang-čou Počet diváků: 2,500 Rozhodčí: Gatelis, Mažeika (LTU) |
| 13. prosince 2009 21:00 | Elzira, Luísa, Azenaide 6 | (14–14) | Troelsen 9 | Jang-čou Sports Garden, Jang-čou Počet diváků: 2,500 Rozhodčí: Gatelis, Mažeika (LTU) |
| 13. prosince 2009 21:00 | 5×                        | Report  | 6× 4×      | Jang-čou Sports Garden, Jang-čou Počet diváků: 2,500 Rozhodčí: Gatelis, Mažeika (LTU) |

| 15. prosince 2009 17:00 | Německo           | 25–21   | Angola     | Jang-čou Sports Garden, Jang-čou Počet diváků: 1,000 Rozhodčí: Horváth, Márton (HUN) |
| 15. prosince 2009 17:00 | Müller, Neukamp 4 | (12–13) | Azenaide 8 | Jang-čou Sports Garden, Jang-čou Počet diváků: 1,000 Rozhodčí: Horváth, Márton (HUN) |
| 15. prosince 2009 17:00 | 2× 3×             | Report  | 8× 4× 1×   | Jang-čou Sports Garden, Jang-čou Počet diváků: 1,000 Rozhodčí: Horváth, Márton (HUN) |

| 15. prosince 2009 19:00 | Francie     | 35–20   | Rakousko | Jang-čou Sports Garden, Jang-čou Počet diváků: 2,500 Rozhodčí: Marina, Minore (ARG) |
| 15. prosince 2009 19:00 | Baudouin 10 | (19–12) | Engel 11 | Jang-čou Sports Garden, Jang-čou Počet diváků: 2,500 Rozhodčí: Marina, Minore (ARG) |
| 15. prosince 2009 19:00 | 6× 3×       | Report  | 7× 4× 1× | Jang-čou Sports Garden, Jang-čou Počet diváků: 2,500 Rozhodčí: Marina, Minore (ARG) |

| 15. prosince 2009 21:00 | Dánsko          | 25–30   | Rusko      | Jang-čou Sports Garden, Jang-čou Počet diváků: 2,500 Rozhodčí: Raluy, Sabroso (ESP) |
| 15. prosince 2009 21:00 | L. Moretensen 8 | (12–13) | Postnova 8 | Jang-čou Sports Garden, Jang-čou Počet diváků: 2,500 Rozhodčí: Raluy, Sabroso (ESP) |
| 15. prosince 2009 21:00 | 4×              | Report  | 4× 2×      | Jang-čou Sports Garden, Jang-čou Počet diváků: 2,500 Rozhodčí: Raluy, Sabroso (ESP) |

### Skupina 2
| Poř. | tým         | Z | V | R | P | VB  | OB  | +/− | B | výsledek             |
| ---- | ----------- | - | - | - | - | --- | --- | --- | - | -------------------- |
| 1.   | Norsko      | 5 | 4 | 0 | 1 | 138 | 114 | +24 | 8 | postup do semifinále |
| 2.   | Španělsko   | 5 | 3 | 1 | 1 | 126 | 112 | +14 | 7 | postup do semifinále |
| 3.   | Jižní Korea | 5 | 2 | 2 | 1 | 150 | 142 | +8  | 6 | o 5. místo           |
| 4.   | Rumunsko    | 5 | 2 | 1 | 2 | 154 | 129 | +25 | 5 | o 7. místo           |
| 5.   | Maďarsko    | 5 | 1 | 2 | 2 | 118 | 126 | −8  | 4 |                      |
| 6.   | Čína        | 5 | 0 | 0 | 5 | 96  | 159 | −63 | 0 |                      |

| 12. prosince 2009 17:15 | Rumunsko           | 40–19   | Čína     | Su-čou Sports Center Gym, Su-čou Počet diváků: 1,500 Rozhodčí: J. Bonaventura, C. Bonaventura (FRA) |
| 12. prosince 2009 17:15 | Puşcaşu, Vărzaru 6 | (21–12) | Lan X. 5 | Su-čou Sports Center Gym, Su-čou Počet diváků: 1,500 Rozhodčí: J. Bonaventura, C. Bonaventura (FRA) |
| 12. prosince 2009 17:15 | 3×                 | Report  | 2× 3×    | Su-čou Sports Center Gym, Su-čou Počet diváků: 1,500 Rozhodčí: J. Bonaventura, C. Bonaventura (FRA) |

| 12. prosince 2009 19:15 | Norsko     | 27–28   | Jižní Korea | Su-čou Sports Center Gym, Su-čou Počet diváků: 500 Rozhodčí: Geipel, Helbig (GER) |
| 12. prosince 2009 19:15 | Nøstvold 5 | (14–13) | Yu 7        | Su-čou Sports Center Gym, Su-čou Počet diváků: 500 Rozhodčí: Geipel, Helbig (GER) |
| 12. prosince 2009 19:15 | 3× 2×      | Report  | 3× 2×       | Su-čou Sports Center Gym, Su-čou Počet diváků: 500 Rozhodčí: Geipel, Helbig (GER) |

| 12. prosince 2009 21:15 | Maďarsko | 21–21  | Španělsko | Su-čou Sports Center Gym, Su-čou Počet diváků: 500 Rozhodčí: Brunovský, Čanda (SVK) |
| 12. prosince 2009 21:15 | Zácsik 5 | (8–10) | Martín 6  | Su-čou Sports Center Gym, Su-čou Počet diváků: 500 Rozhodčí: Brunovský, Čanda (SVK) |
| 12. prosince 2009 21:15 | 6× 3× 1× | Report | 3× 2×     | Su-čou Sports Center Gym, Su-čou Počet diváků: 500 Rozhodčí: Brunovský, Čanda (SVK) |

| 13. prosince 2009 17:15 | Jižní Korea      | 28–28   | Maďarsko | Su-čou Sports Center Gym, Su-čou Počet diváků: 500 Rozhodčí: Bonaventura J., Bonaventura C. (FRA) |
| 13. prosince 2009 17:15 | Kim O., Lee E. 5 | (11–17) | Zácsik 8 | Su-čou Sports Center Gym, Su-čou Počet diváků: 500 Rozhodčí: Bonaventura J., Bonaventura C. (FRA) |
| 13. prosince 2009 17:15 | 2× 3×            | Report  | 7× 4×    | Su-čou Sports Center Gym, Su-čou Počet diváků: 500 Rozhodčí: Bonaventura J., Bonaventura C. (FRA) |

| 13. prosince 2009 19:15 | Čína    | 19–34   | Norsko          | Su-čou Sports Center Gym, Su-čou Počet diváků: 800 Rozhodčí: Brunovský, Čanda (SVK) |
| 13. prosince 2009 19:15 | Li W. 5 | (10–18) | Riegelhuthová 7 | Su-čou Sports Center Gym, Su-čou Počet diváků: 800 Rozhodčí: Brunovský, Čanda (SVK) |
| 13. prosince 2009 19:15 | 3×      | Report  | 1× 2×           | Su-čou Sports Center Gym, Su-čou Počet diváků: 800 Rozhodčí: Brunovský, Čanda (SVK) |

| 13. prosince 2009 21:15 | Španělsko | 26–25   | Rumunsko  | Su-čou Sports Center Gym, Su-čou Počet diváků: 500 Rozhodčí: Gjeding, Hansen (DEN) |
| 13. prosince 2009 21:15 | Mangué 8  | (14–12) | Amariei 6 | Su-čou Sports Center Gym, Su-čou Počet diváků: 500 Rozhodčí: Gjeding, Hansen (DEN) |
| 13. prosince 2009 21:15 | 3×        | Report  | 3× 2×     | Su-čou Sports Center Gym, Su-čou Počet diváků: 500 Rozhodčí: Gjeding, Hansen (DEN) |

| 15. prosince 2009 17:15 | Maďarsko | 25–21   | Čína    | Su-čou Sports Center Gym, Su-čou Počet diváků: 3,000 Rozhodčí: Florescu, Duţă (ROU) |
| 15. prosince 2009 17:15 | Zácsik 8 | (14–10) | Li W. 9 | Su-čou Sports Center Gym, Su-čou Počet diváků: 3,000 Rozhodčí: Florescu, Duţă (ROU) |
| 15. prosince 2009 17:15 | 2×       | Report  | 4× 3×   | Su-čou Sports Center Gym, Su-čou Počet diváků: 3,000 Rozhodčí: Florescu, Duţă (ROU) |

| 15. prosince 2009 19:15 | Norsko          | 27–24  | Španělsko | Su-čou Sports Center Gym, Su-čou Počet diváků: 2,000 Rozhodčí: Gjeding, Hansen (DEN) |
| 15. prosince 2009 19:15 | Riegelhuthová 7 | (8–14) | Aguilar 6 | Su-čou Sports Center Gym, Su-čou Počet diváků: 2,000 Rozhodčí: Gjeding, Hansen (DEN) |
| 15. prosince 2009 19:15 | 5× 2×           | Report | 4× 3×     | Su-čou Sports Center Gym, Su-čou Počet diváků: 2,000 Rozhodčí: Gjeding, Hansen (DEN) |

| 15. prosince 2009 21:15 | Rumunsko            | 34–34   | Jižní Korea | Su-čou Sports Center Gym, Su-čou Počet diváků: 1,000 Rozhodčí: Geipel, Helbig (GER) |
| 15. prosince 2009 21:15 | Vărzaru, Lecuşanu 6 | (13–19) | Jung J. 9   | Su-čou Sports Center Gym, Su-čou Počet diváků: 1,000 Rozhodčí: Geipel, Helbig (GER) |
| 15. prosince 2009 21:15 | 1× 3×               | Report  | 3×          | Su-čou Sports Center Gym, Su-čou Počet diváků: 1,000 Rozhodčí: Geipel, Helbig (GER) |

### Prezidentský pohár skupina 1
| Poř. | tým       | Z | V | R | P | VB  | OB  | +/−  | B  |
| ---- | --------- | - | - | - | - | --- | --- | ---- | -- |
| 1.   | Švédsko   | 5 | 5 | 0 | 0 | 203 | 112 | +91  | 10 |
| 2.   | Brazílie  | 5 | 4 | 0 | 1 | 184 | 115 | +69  | 8  |
| 3.   | Ukrajina  | 5 | 3 | 0 | 2 | 180 | 120 | +60  | 6  |
| 4.   | Kongo     | 5 | 2 | 0 | 3 | 142 | 148 | −6   | 4  |
| 5.   | Thajsko   | 5 | 1 | 0 | 4 | 99  | 184 | −85  | 2  |
| 6.   | Austrálie | 5 | 0 | 0 | 5 | 80  | 209 | −129 | 0  |

| 12. prosince 2009 19:00 | Brazílie                   | 45–12  | Austrálie            | Wu-si Sport Center Gym, Wu-si Počet diváků: 100 Rozhodčí: Chen, Lu (CHN) |
| 12. prosince 2009 19:00 | da Silva F., da Silva R. 9 | (20–7) | Sørensen, Brunberg 3 | Wu-si Sport Center Gym, Wu-si Počet diváků: 100 Rozhodčí: Chen, Lu (CHN) |
| 12. prosince 2009 19:00 | 3×                         | Report | 2× 3×                | Wu-si Sport Center Gym, Wu-si Počet diváků: 100 Rozhodčí: Chen, Lu (CHN) |

| 12. prosince 2009 15:00 | Kongo          | 30–38   | Ukrajina                 | Wu-si Sport Center Gym, Wu-si Počet diváků: 98 Rozhodčí: Florescu, Duţă (ROU) |
| 12. prosince 2009 15:00 | Itoua Atsono 9 | (16–20) | Tsybulenko, Manaharova 7 | Wu-si Sport Center Gym, Wu-si Počet diváků: 98 Rozhodčí: Florescu, Duţă (ROU) |
| 12. prosince 2009 15:00 | 1× 3×          | Report  | 3× 1×                    | Wu-si Sport Center Gym, Wu-si Počet diváků: 98 Rozhodčí: Florescu, Duţă (ROU) |

| 12. prosince 2009 17:00 | Švédsko      | 49–18  | Thajsko      | Wu-si Sport Center Gym, Wu-si Počet diváků: 150 Rozhodčí: Opava, Válek (CZE) |
| 12. prosince 2009 17:00 | Skogsberg 12 | (19–8) | Suphasanan 6 | Wu-si Sport Center Gym, Wu-si Počet diváků: 150 Rozhodčí: Opava, Válek (CZE) |
| 12. prosince 2009 17:00 | 1× 3×        | Report | 7× 3×        | Wu-si Sport Center Gym, Wu-si Počet diváků: 150 Rozhodčí: Opava, Válek (CZE) |

| 13. prosince 2009 17:00 | Ukrajina  | 30–36   | Brazílie    | Wu-si Sport Center Gym, Wu-si Počet diváků: 200 Rozhodčí: Beji, Farah (TUN) |
| 13. prosince 2009 17:00 | Lyapina 6 | (20–20) | Pinheiro 10 | Wu-si Sport Center Gym, Wu-si Počet diváků: 200 Rozhodčí: Beji, Farah (TUN) |
| 13. prosince 2009 17:00 | 5× 3×     | Report  | 6× 3×       | Wu-si Sport Center Gym, Wu-si Počet diváků: 200 Rozhodčí: Beji, Farah (TUN) |

| 13. prosince 2009 19:00 | Austrálie  | 21–66  | Švédsko  | Wu-si Sport Center Gym, Wu-si Počet diváků: 35 Rozhodčí: Florescu, Duţă (ROU) |
| 13. prosince 2009 19:00 | Sørensen 6 | (8–26) | Boson 12 | Wu-si Sport Center Gym, Wu-si Počet diváků: 35 Rozhodčí: Florescu, Duţă (ROU) |
| 13. prosince 2009 19:00 | 6× 3×      | Report | 1×       | Wu-si Sport Center Gym, Wu-si Počet diváků: 35 Rozhodčí: Florescu, Duţă (ROU) |

| 13. prosince 2009 15:00 | Thajsko     | 24–32   | Kongo       | Wu-si Sport Center Gym, Wu-si Počet diváků: 25 Rozhodčí: Chen, Lu (CHN) |
| 13. prosince 2009 15:00 | Thanawat 10 | (11–12) | Mavoungou 7 | Wu-si Sport Center Gym, Wu-si Počet diváků: 25 Rozhodčí: Chen, Lu (CHN) |
| 13. prosince 2009 15:00 | 2× 3×       | Report  | 4× 2×       | Wu-si Sport Center Gym, Wu-si Počet diváků: 25 Rozhodčí: Chen, Lu (CHN) |

| 14. prosince 2009 15:00 | Kongo                 | 33–22  | Austrálie       | Wu-si Sport Center Gym, Wu-si Počet diváků: 25 Rozhodčí: Chen S., Lu M. (CHN) |
| 14. prosince 2009 15:00 | Okoko, Itoua Atsono 6 | (14–9) | Hudson-Gofers 7 | Wu-si Sport Center Gym, Wu-si Počet diváků: 25 Rozhodčí: Chen S., Lu M. (CHN) |
| 14. prosince 2009 15:00 | 1× 3×                 | Report | 3×              | Wu-si Sport Center Gym, Wu-si Počet diváků: 25 Rozhodčí: Chen S., Lu M. (CHN) |

| 14. prosince 2009 17:00 | Brazílie   | 44–19  | Thajsko      | Wu-si Sport Center Gym, Wu-si Počet diváků: 200 Rozhodčí: Florescu, Duţă (ROU) |
| 14. prosince 2009 17:00 | da Silva 8 | (27–9) | Suphasanan 6 | Wu-si Sport Center Gym, Wu-si Počet diváků: 200 Rozhodčí: Florescu, Duţă (ROU) |
| 14. prosince 2009 17:00 | 1× 2×      | Report | 3×           | Wu-si Sport Center Gym, Wu-si Počet diváků: 200 Rozhodčí: Florescu, Duţă (ROU) |

| 14. prosince 2009 19:00 | Švédsko   | 34–31   | Ukrajina       | Wu-si Sport Center Gym, Wu-si Počet diváků: 25 Rozhodčí: Opava, Válek (CZE) |
| 14. prosince 2009 19:00 | Wikensten | (16–17) | Nikolayenko 10 | Wu-si Sport Center Gym, Wu-si Počet diváků: 25 Rozhodčí: Opava, Válek (CZE) |
| 14. prosince 2009 19:00 | 3×        | Report  | 5× 4×          | Wu-si Sport Center Gym, Wu-si Počet diváků: 25 Rozhodčí: Opava, Válek (CZE) |

### Prezidentský pohár skupina 2
| Poř. | tým               | Z | V | R | P | VB  | OB  | +/− | B |
| ---- | ----------------- | - | - | - | - | --- | --- | --- | - |
| 1.   | Tunisko           | 5 | 4 | 1 | 0 | 169 | 116 | +53 | 9 |
| 2.   | Japonsko          | 5 | 3 | 1 | 1 | 158 | 123 | +35 | 7 |
| 3.   | Pobřeží slonoviny | 5 | 2 | 1 | 2 | 135 | 131 | +4  | 5 |
| 4.   | Argentina         | 5 | 2 | 1 | 2 | 112 | 119 | −7  | 5 |
| 5.   | Kazachstán        | 5 | 2 | 0 | 3 | 119 | 146 | −27 | 4 |
| 6.   | Chile             | 5 | 0 | 0 | 5 | 96  | 154 | −58 | 0 |

| 12. prosince 2009 19:00 | Tunisko | 32–22   | Argentina  | Zhangjiagang Sports Center Gym, Zhangjiagang Počet diváků: 100 Rozhodčí: Guseva, Vartanian (RUS) |
| 12. prosince 2009 19:00 | Toumi 8 | (13–12) | Decilio 10 | Zhangjiagang Sports Center Gym, Zhangjiagang Počet diváků: 100 Rozhodčí: Guseva, Vartanian (RUS) |
| 12. prosince 2009 19:00 | 2×      | Report  | 4× 3× 1×   | Zhangjiagang Sports Center Gym, Zhangjiagang Počet diváků: 100 Rozhodčí: Guseva, Vartanian (RUS) |

| 12. prosince 2009 17:00 | Chile        | 19–28   | Pobřeží slonoviny | Zhangjiagang Sports Center Gym, Zhangjiagang Počet diváků: 100 Rozhodčí: Al Mutawa, Al Suwailan (KUW) |
| 12. prosince 2009 17:00 | Feuchtmann 5 | (12–15) | Gondo-Bredou      | Zhangjiagang Sports Center Gym, Zhangjiagang Počet diváků: 100 Rozhodčí: Al Mutawa, Al Suwailan (KUW) |
| 12. prosince 2009 17:00 | 5× 3× 1×     | Report  | 2× 3×             | Zhangjiagang Sports Center Gym, Zhangjiagang Počet diváků: 100 Rozhodčí: Al Mutawa, Al Suwailan (KUW) |

| 12. prosince 2009 15:00 | Japonsko | 33–17   | Kazachstán | Zhangjiagang Sports Center Gym, Zhangjiagang Počet diváků: 100 Rozhodčí: Līcis, Stoļarovs (LAT) |
| 12. prosince 2009 15:00 | Fujii 9  | (15–11) | Kozlova 5  | Zhangjiagang Sports Center Gym, Zhangjiagang Počet diváků: 100 Rozhodčí: Līcis, Stoļarovs (LAT) |
| 12. prosince 2009 15:00 | 1× 3×    | Report  | 1× 3×      | Zhangjiagang Sports Center Gym, Zhangjiagang Počet diváků: 100 Rozhodčí: Līcis, Stoļarovs (LAT) |

| 13. prosince 2009 15:00 | Pobřeží slonoviny | 27–39   | Tunisko    | Zhangjiagang Sports Center Gym, Zhangjiagang Počet diváků: 100 Rozhodčí: Līcis, Stoļarovs (LAT) |
| 13. prosince 2009 15:00 | Gondo-Bredou 10   | (16–14) | Chebbah 10 | Zhangjiagang Sports Center Gym, Zhangjiagang Počet diváků: 100 Rozhodčí: Līcis, Stoļarovs (LAT) |
| 13. prosince 2009 15:00 | 1× 4× 1×          | Report  | 2× 3×      | Zhangjiagang Sports Center Gym, Zhangjiagang Počet diváků: 100 Rozhodčí: Līcis, Stoļarovs (LAT) |

| 13. prosince 2009 19:00 | Argentina | 25–24   | Japonsko | Zhangjiagang Sports Center Gym, Zhangjiagang Počet diváků: 100 Rozhodčí: Liu S., Liu F. (CHN) |
| 13. prosince 2009 19:00 | Decilio 6 | (15–12) | Fujii 8  | Zhangjiagang Sports Center Gym, Zhangjiagang Počet diváků: 100 Rozhodčí: Liu S., Liu F. (CHN) |
| 13. prosince 2009 19:00 | 2× 3×     | Report  | 2× 4×    | Zhangjiagang Sports Center Gym, Zhangjiagang Počet diváků: 100 Rozhodčí: Liu S., Liu F. (CHN) |

| 13. prosince 2009 17:00 | Kazachstán | 32–26   | Chile    | Zhangjiagang Sports Center Gym, Zhangjiagang Počet diváků: 100 Rozhodčí: Guseva, Vartanian (RUS) |
| 13. prosince 2009 17:00 | Kubrina 7  | (18–18) | Flores 8 | Zhangjiagang Sports Center Gym, Zhangjiagang Počet diváků: 100 Rozhodčí: Guseva, Vartanian (RUS) |
| 13. prosince 2009 17:00 | 2×         | Report  | 1× 3×    | Zhangjiagang Sports Center Gym, Zhangjiagang Počet diváků: 100 Rozhodčí: Guseva, Vartanian (RUS) |

| 14. prosince 2009 19:00 | Chile      | 16–22  | Argentina          | Zhangjiagang Sports Center Gym, Zhangjiagang Počet diváků: 100 Rozhodčí: Al Mutawa, Al Suwailam (KUW) |
| 14. prosince 2009 19:00 | Letelier 4 | (7–10) | Criveli, Bianchi 4 | Zhangjiagang Sports Center Gym, Zhangjiagang Počet diváků: 100 Rozhodčí: Al Mutawa, Al Suwailam (KUW) |
| 14. prosince 2009 19:00 | 4× 3×      | Report | 7× 3×              | Zhangjiagang Sports Center Gym, Zhangjiagang Počet diváků: 100 Rozhodčí: Al Mutawa, Al Suwailam (KUW) |

| 14. prosince 2009 17:00 | Tunisko    | 33–20   | Kazachstán | Zhangjiagang Sports Center Gym, Zhangjiagang Počet diváků: 100 Rozhodčí: Liu S., Liu F. (CHN) |
| 14. prosince 2009 17:00 | Chebbah 10 | (15–10) | Suyazova 4 | Zhangjiagang Sports Center Gym, Zhangjiagang Počet diváků: 100 Rozhodčí: Liu S., Liu F. (CHN) |
| 14. prosince 2009 17:00 | 1× 3×      | Report  | 3×         | Zhangjiagang Sports Center Gym, Zhangjiagang Počet diváků: 100 Rozhodčí: Liu S., Liu F. (CHN) |

| 14. prosince 2009 15:00 | Japonsko                              | 32–31   | Pobřeží slonoviny | Zhangjiagang Sports Center Gym, Zhangjiagang Počet diváků: 100 Rozhodčí: Guseva, Vartanian (RUS) |
| 14. prosince 2009 15:00 | Takahashi, Kamimachi, Uegaki, Fujii 5 | (16–11) | Gondo-Bredou 14   | Zhangjiagang Sports Center Gym, Zhangjiagang Počet diváků: 100 Rozhodčí: Guseva, Vartanian (RUS) |
| 14. prosince 2009 15:00 | 3×                                    | Report  | 5× 3×             | Zhangjiagang Sports Center Gym, Zhangjiagang Počet diváků: 100 Rozhodčí: Guseva, Vartanian (RUS) |

### o 23. místo
| 15. prosince 2009 16:30 | Austrálie  | 21–32  | Chile     | Wu-si Sports Center Gym, Wu-si Počet diváků: 43 Rozhodčí: Opava, Válek (CZE) |
| 15. prosince 2009 16:30 | Sørensen 4 | (6–14) | Musalem 8 | Wu-si Sports Center Gym, Wu-si Počet diváků: 43 Rozhodčí: Opava, Válek (CZE) |
| 15. prosince 2009 16:30 | 2× 3×      | Report | 3× 4×     | Wu-si Sports Center Gym, Wu-si Počet diváků: 43 Rozhodčí: Opava, Válek (CZE) |

### o 21. místo
| 15. prosince 2009 14:00 | Thajsko    | 27–23   | Kazachstán | Wu-si Sports Center Gym, Wu-si Počet diváků: 25 Rozhodčí: Chen S., Liu M. (CHN) |
| 15. prosince 2009 14:00 | Thanawat 8 | (13–13) | Pikalova 6 | Wu-si Sports Center Gym, Wu-si Počet diváků: 25 Rozhodčí: Chen S., Liu M. (CHN) |
| 15. prosince 2009 14:00 | 2×         | Report  | 2× 3×      | Wu-si Sports Center Gym, Wu-si Počet diváků: 25 Rozhodčí: Chen S., Liu M. (CHN) |

### o 19. místo
| 15. prosince 2009 19:00 | Kongo        | 26–35  | Argentina  | Wu-si Sports Center Gym, Wu-si Počet diváků: 200 Rozhodčí: Beji, Farah (TUN) |
| 15. prosince 2009 19:00 | Okoye Mbon 9 | (9–18) | Bianchi 11 | Wu-si Sports Center Gym, Wu-si Počet diváků: 200 Rozhodčí: Beji, Farah (TUN) |
| 15. prosince 2009 19:00 | 5× 3× 1×     | Report | 8× 3×      | Wu-si Sports Center Gym, Wu-si Počet diváků: 200 Rozhodčí: Beji, Farah (TUN) |

### o 17. místo
| 15. prosince 2009 14:00 | Ukrajina       | 34–29   | Pobřeží slonoviny     | Zhangjiagang Sports Center Gym, Zhangjiagang Počet diváků: 100 Rozhodčí: Liu S., Liu F. (CHN) |
| 15. prosince 2009 14:00 | Nikolayenko 11 | (13–11) | Gondo-Bredou, Dosso 7 | Zhangjiagang Sports Center Gym, Zhangjiagang Počet diváků: 100 Rozhodčí: Liu S., Liu F. (CHN) |
| 15. prosince 2009 14:00 | 2×             | Report  | 4×                    | Zhangjiagang Sports Center Gym, Zhangjiagang Počet diváků: 100 Rozhodčí: Liu S., Liu F. (CHN) |

### o 15. místo
| 15. prosince 2009 16:30 | Brazílie | 31–29   | Japonsko | Zhangjiagang Sports Center Gym, Zhangjiagang Počet diváků: 100 Rozhodčí: Līcis, Stoļarovs (LAT) |
| 15. prosince 2009 16:30 | Lima 6   | (19–17) | Fujii 9  | Zhangjiagang Sports Center Gym, Zhangjiagang Počet diváků: 100 Rozhodčí: Līcis, Stoļarovs (LAT) |
| 15. prosince 2009 16:30 | 3× 4×    | Report  | 4× 3×    | Zhangjiagang Sports Center Gym, Zhangjiagang Počet diváků: 100 Rozhodčí: Līcis, Stoļarovs (LAT) |

### o 13. místo
| 15. prosince 2009 19:00 | Švédsko                | 33–31(PR) | Tunisko | Zhangjiagang Sports Center Gym, Zhangjiagang Počet diváků: 100 Rozhodčí: Al-Mutawa, Al-Suwailam (KUW) |
| 15. prosince 2009 19:00 | Gullden 8              | (12–10)   | Toumi 9 | Zhangjiagang Sports Center Gym, Zhangjiagang Počet diváků: 100 Rozhodčí: Al-Mutawa, Al-Suwailam (KUW) |
| 15. prosince 2009 19:00 | 2× 3×                  | Report    | 2× 3×   | Zhangjiagang Sports Center Gym, Zhangjiagang Počet diváků: 100 Rozhodčí: Al-Mutawa, Al-Suwailam (KUW) |
| 15. prosince 2009 19:00 | ZČ: 26–26, Prodl.: 7–5 |           |         | Zhangjiagang Sports Center Gym, Zhangjiagang Počet diváků: 100 Rozhodčí: Al-Mutawa, Al-Suwailam (KUW) |

### o 11. místo
| 17. prosince 2009 16:00 | Angola     | 26–25   | Čína    | Su-čou Sports Center Gym, Su-čou Počet diváků: 500 Rozhodčí: Guseva, Vartanian (RUS) |
| 17. prosince 2009 16:00 | Azenaide 8 | (14–14) | Li W. 6 | Su-čou Sports Center Gym, Su-čou Počet diváků: 500 Rozhodčí: Guseva, Vartanian (RUS) |
| 17. prosince 2009 16:00 | 1× 4×      | Report  | 3×      | Su-čou Sports Center Gym, Su-čou Počet diváků: 500 Rozhodčí: Guseva, Vartanian (RUS) |

### o 9. místo
| 17. prosince 2009 13:30 | Rakousko          | 25–41   | Maďarsko | Su-čou Sports Center Gym, Su-čou Počet diváků: 200 Rozhodčí: Florescu, Duţă (ROU) |
| 17. prosince 2009 13:30 | Engel, Spiridon 7 | (15–17) | Tóth     | Su-čou Sports Center Gym, Su-čou Počet diváků: 200 Rozhodčí: Florescu, Duţă (ROU) |
| 17. prosince 2009 13:30 | 2× 3×             | Report  | 1× 3×    | Su-čou Sports Center Gym, Su-čou Počet diváků: 200 Rozhodčí: Florescu, Duţă (ROU) |

### o 7. místo
| 17. prosince 2009 18:30 | Německo   | 35–25   | Rumunsko  | Su-čou Sports Center Gym, Su-čou Počet diváků: 500 Rozhodčí: Bonaventura C., Bonaventura J. (FRA) |
| 17. prosince 2009 18:30 | Althaus 6 | (20–13) | Amariei 7 | Su-čou Sports Center Gym, Su-čou Počet diváků: 500 Rozhodčí: Bonaventura C., Bonaventura J. (FRA) |
| 17. prosince 2009 18:30 | 3×        | Report  | 1× 2×     | Su-čou Sports Center Gym, Su-čou Počet diváků: 500 Rozhodčí: Bonaventura C., Bonaventura J. (FRA) |

### o 5. místo
| 17. prosince 2009 21:00 | Dánsko        | 33–31   | Jižní Korea | Su-čou Sports Center Gym, Su-čou Počet diváků: 500 Rozhodčí: Opava, Válek (CZE) |
| 17. prosince 2009 21:00 | Augustesen 10 | (20–15) | Kim O. 9    | Su-čou Sports Center Gym, Su-čou Počet diváků: 500 Rozhodčí: Opava, Válek (CZE) |
| 17. prosince 2009 21:00 | 3×            | Report  | 1× 2×       | Su-čou Sports Center Gym, Su-čou Počet diváků: 500 Rozhodčí: Opava, Válek (CZE) |

### Semifinále
| 18. prosince 2009 18:30 | Francie           | 27–23   | Španělsko | Nanking Olympic Sports Center Gymnasium, Nanking Počet diváků: 6,000 Rozhodčí: Gatelis, Mažeika (LTU) |
| 18. prosince 2009 18:30 | Ayglon, Signaté 5 | (12–10) | Mangué 9  | Nanking Olympic Sports Center Gymnasium, Nanking Počet diváků: 6,000 Rozhodčí: Gatelis, Mažeika (LTU) |
| 18. prosince 2009 18:30 | 6× 4×             | Report  |           | Nanking Olympic Sports Center Gymnasium, Nanking Počet diváků: 6,000 Rozhodčí: Gatelis, Mažeika (LTU) |

| 18. prosince 2009 21:15 | Norsko                    | 20–28   | Rusko      | Nanking Olympic Sports Center Gymnasium, Nanking Počet diváků: 6,500 Rozhodčí: Geipel, Helbig (GER) |
| 18. prosince 2009 21:15 | Frafjord, Riegelhuthová 4 | (12–17) | Postnova 6 | Nanking Olympic Sports Center Gymnasium, Nanking Počet diváků: 6,500 Rozhodčí: Geipel, Helbig (GER) |
| 18. prosince 2009 21:15 | 2×                        | Report  | 4× 3×      | Nanking Olympic Sports Center Gymnasium, Nanking Počet diváků: 6,500 Rozhodčí: Geipel, Helbig (GER) |

### o 3. místo
| 20. prosince 2009 16:30 | Španělsko                  | 26–31  | Norsko     | Nanking Olympic Sports Center Gymnasium, Nanking Počet diváků: 10,000 Rozhodčí: Marina, Minore (ARG) |
| 20. prosince 2009 16:30 | Alberto, Mangué, Aguilar 5 | (9–15) | Frafjord 7 | Nanking Olympic Sports Center Gymnasium, Nanking Počet diváků: 10,000 Rozhodčí: Marina, Minore (ARG) |
| 20. prosince 2009 16:30 | 6× 3×                      | Report | 7× 3×      | Nanking Olympic Sports Center Gymnasium, Nanking Počet diváků: 10,000 Rozhodčí: Marina, Minore (ARG) |

### Finále
| 20. prosince 2009 19:00 | Francie   | 22–25   | Rusko        | Nanking Olympic Sports Center Gymnasium, Nanking Počet diváků: 13,000 Rozhodčí: Gjeding, Hansen (DEN) |
| 20. prosince 2009 19:00 | Signaté 8 | (11–14) | Dmitriyeva 8 | Nanking Olympic Sports Center Gymnasium, Nanking Počet diváků: 13,000 Rozhodčí: Gjeding, Hansen (DEN) |
| 20. prosince 2009 19:00 | 3× 4×     | Report  | 5× 2×        | Nanking Olympic Sports Center Gymnasium, Nanking Počet diváků: 13,000 Rozhodčí: Gjeding, Hansen (DEN) |

## Konečné pořadí
| Poř. | tým               |
| ---- | ----------------- |
|      | Rusko             |
|      | Francie           |
|      | Norsko            |
| 4    | Španělsko         |
| 5    | Dánsko            |
| 6    | Jižní Korea       |
| 7    | Německo           |
| 8    | Rumunsko          |
| 9    | Maďarsko          |
| 10   | Rakousko          |
| 11   | Angola            |
| 12   | Čína              |
| 13   | Švédsko           |
| 14   | Tunisko           |
| 15   | Brazílie          |
| 16   | Japonsko          |
| 17   | Ukrajina          |
| 18   | Pobřeží slonoviny |
| 19   | Argentina         |
| 20   | Kongo             |
| 21   | Thajsko           |
| 22   | Kazachstán        |
| 23   | Chile             |
| 24   | Austrálie         |